# Tony Corteggiani
Pour les articles homonymes, voir Corteggiani.
Antoine Michel Henri Corteggiani dit Tony Corteggiani, né le 8 février 1892 au Mans et mort le 22 octobre 1954 à Boulogne-Billancourt, est un acteur et assistant-réalisateur français.

## Biographie
Fils d'un officier d'administration militaire, on sait peu de chose de la carrière de Tony Corteggiani sinon que sa femme, la scripte Francine Corteggiani, fut également assistante de réalisation à ses côtés dans le film La Marseillaise de Jean Renoir en 1938.

## Filmographie

### Assistant réalisateur
- 1938 : La Marseillaise de Jean Renoir; avec Francine Corteggiani.

### Acteur
- 1938 : La Bête humaine de Jean Renoir : M. Dabadie, le chef de section
- 1939 : La Règle du jeu de Jean Renoir : M. Berthelin
- 1952 : Casque d'Or de Jacques Becker : le commissaire

## Distinctions
- Croix de guerre 1914–1918
- Médaille militaire, agrafe Sahara (arrêté du ministre de la Guerre du 20 janvier 1915)[3].